# Fritovací hrnec

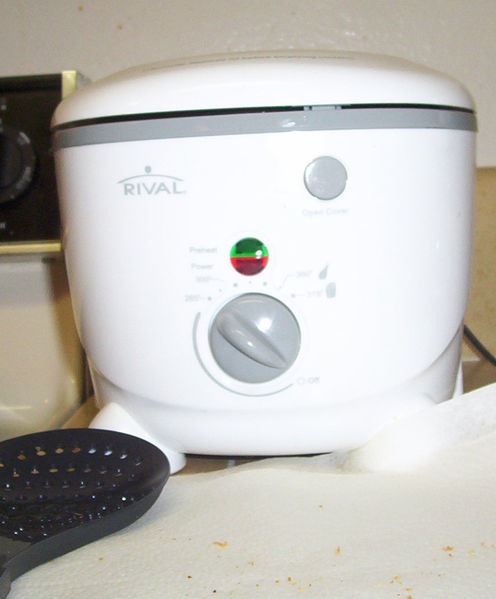
Fritovací hrnec

Fritovací hrnec, neboli fritéza, je kuchyňský spotřebič určený ke fritování, tedy přípravě potravin jako pokrmů. Použití fritéz je běžné v profesionálních kuchyních a časté v domácnostech. Elektrický příkon fritézy je vysoký, většinou 1500 – 2200 W což odpovídá 6,5 – 9,5 A. Z tohoto důvodu ji připojujeme pouze na zásuvku s jištěním nejméně 10 A.

## Příslušenství
Moderní fritézy mají koš kterým, když je vaření dokončeno, lze vyjmout debocina potraviny z oleje. Fritézy často mají funkce, jako je například časovač s akustickým signálem, automatické zařízení ke zvedání a spouštění koše do oleje, zařízení k zabránění tomu, aby se drobné části potravin přepálily, ventilační systémy pro snížení zápachu při smažení, olejové filtry pro rozšíření doby použitelnosti oleje, nebo mechanické či elektronické řízení teploty. Fritézy se používají pro vaření mnoha rychlých jídel, úprava pokrmu fritováním zachovává čerstvost potravinám.
Profesionální fritézy jsou k dispozici se širokou škálou příslušenství a doplňků. K dispozici jsou stolní modely, jednotlivé modely nádob, a "fritézové baterie" s více vrstvami košů v nádobě. Jednotlivé fritézy mohou mít jednu nebo více nádob. Komerční podlahy modelu mohou mít zvláštní vybaveny pro snadnější údržbu a čištění. Fritovací koše také mohou být zhotoveny v různých tvarech a velikostech, také s žáruvzdornou násadou.

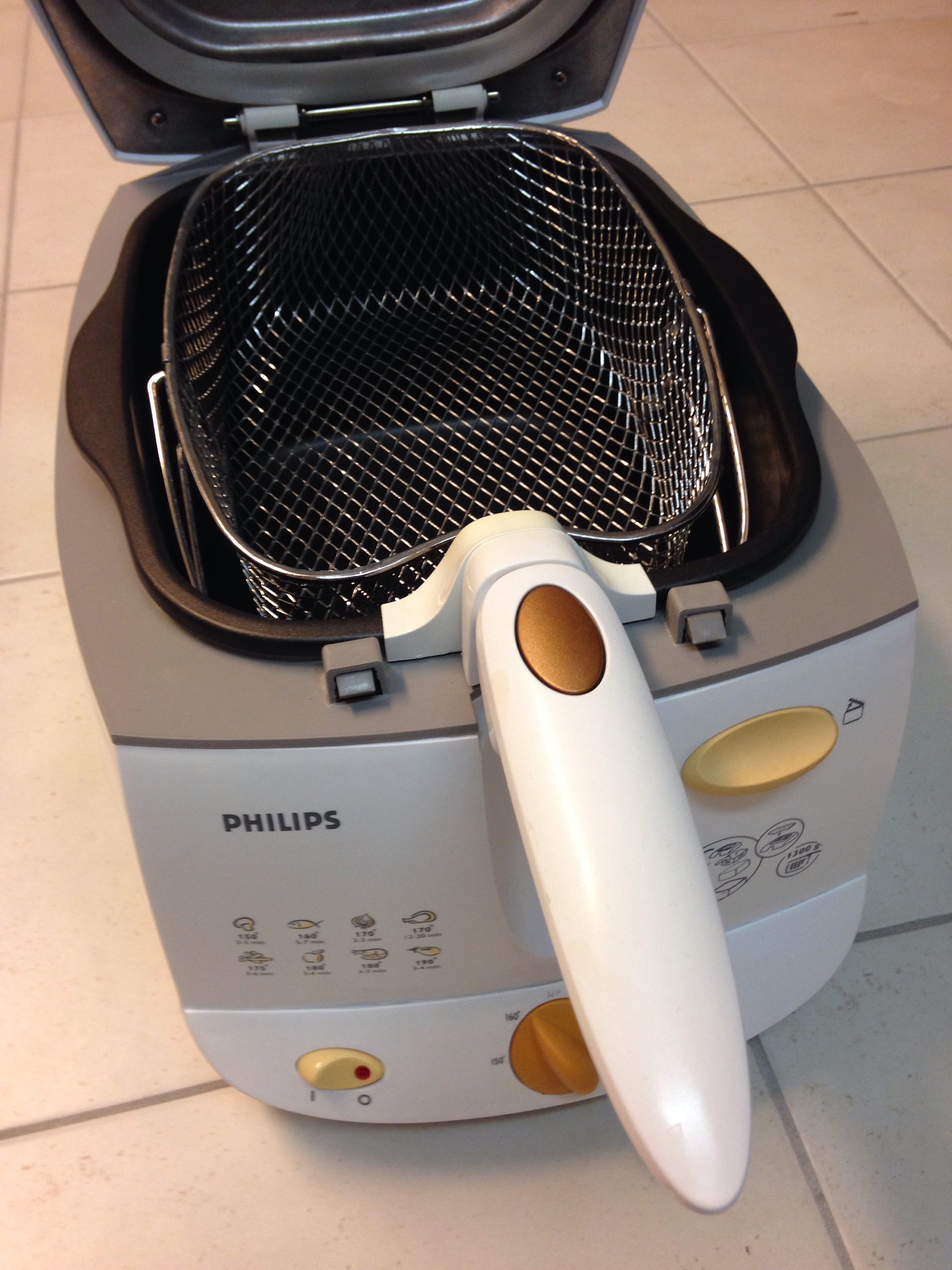
Fritéza - pohled do otevřené nádoby s fritovacím košem.

## Automatizované fritézy
Průmyslové podniky vyrábějící smažené potraviny, jako jsou bramborové lupínky nebo předsmažené francouzské brambory používají automatizované systémy smažení, které se skládají převážně z pánve s trubkovými výměníky tepla pro ohřev fritovací oleje, filtru, oběhového čerpadla, nádrže pro čerstvý olej a automatizačního systému. Jelikož na usmaženém výrobku zůstává menší množství oleje, je čerstvý olej do zařízení průběžně doplňován. Výstupy senzorů pro teplotu oleje, hladiny oleje, různé tlaky v systému a dalších parametry jsou použity jako vstup pro automatizovaný systém řízení.

## Návod k použití
Před fritováním naplníme fritézu fritovacím olejem po rysku „max“.
Budeme-li fritovat na ztuženém tuku, nakrájíme jej na menší kousky a vložíme přímo do fritovací nádoby bez košíku.
Fritézu nikdy nezapínáme bez fritovacího oleje, mohlo by dojít k jejímu poškození.

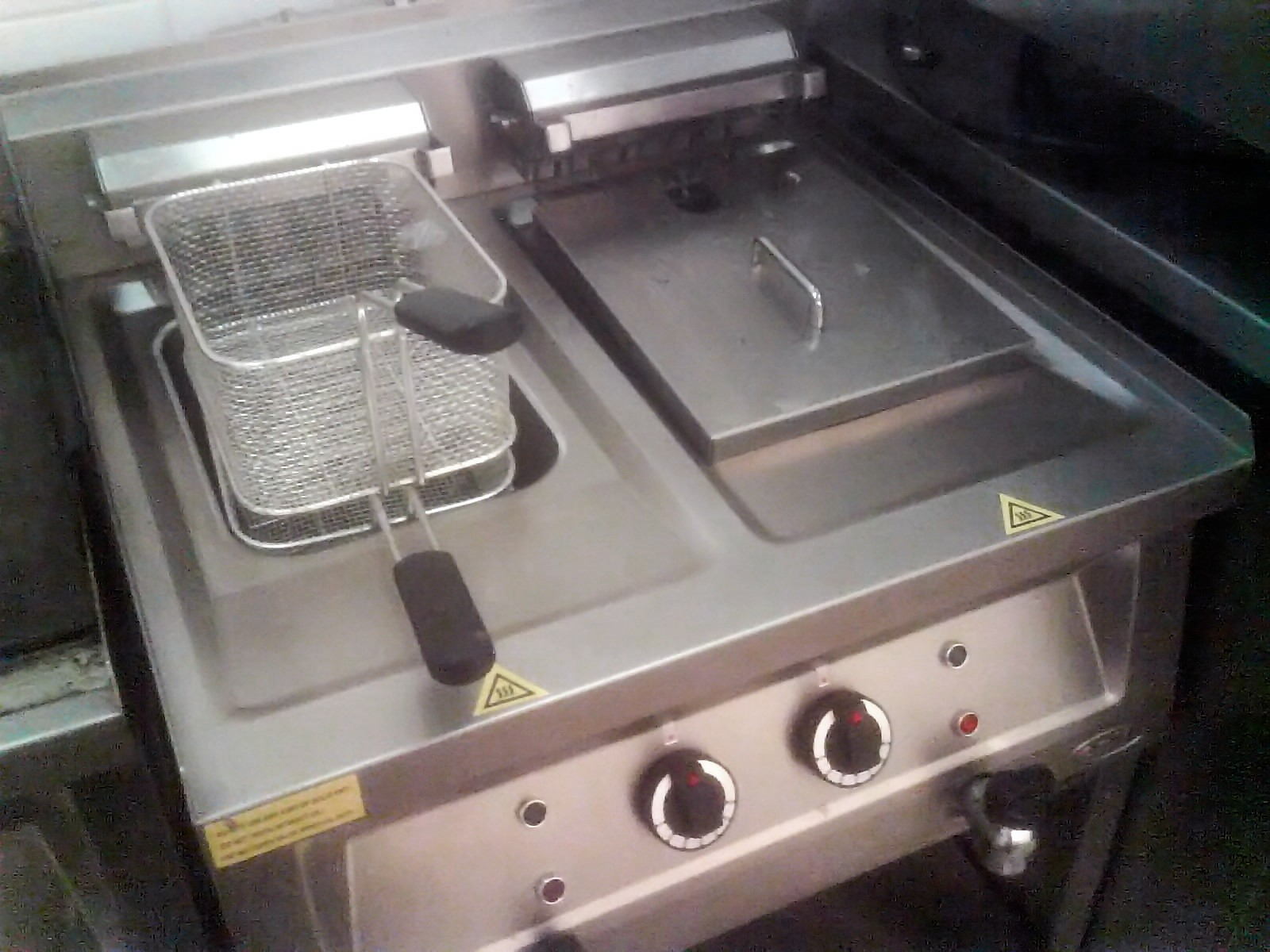
Profesionální fritéza.

## Konstrukce
Moderní komerční fritézy se mohou pochlubit lepší energetickou účinností zčásti také v důsledku lepších systémů přenosu tepla. Profesionální fritézy s infračerveným vytápěním a konvekčním vytápěním jsou účinné, ale často drahé. Nejběžnější modely fritéz jsou elektrické a plynové.
Elektrické fritézy jsou v restauracích oblíbené, protože jsou snadno přenosné. Ztrácejí trochu méně tepla, než plynové fritézy, protože jejich topná tělesa jsou ponořena v oleji a mají schopnost rychleji opětovně zvýšit teplotu mezi cykly smažení. Plynové fritézy se ohřívají rychleji a na vyšší teplotu elektrických fritéz. Plynové fritézy mohou být napojeny na zemní plyn nebo propan butanem, přičemž oba zdroje energie jsou obecně levnější než elektřina.
Obchodní fritézy jsou obvykle vyrobeny z měkké oceli nebo nerezové oceli. U nerezové ocele je menší pravděpodobnost že bude korodovat než měkká ocel a lépe se čistí. Měkká ocel se rozšiřuje při vyšší teplotě, takže mohou být poškozeny sváry v průběhu času. Z tohoto důvodu jsou fritézy z nerezové oceli často mnohem lepší zárukou kvality než fritézy z měkké oceli.

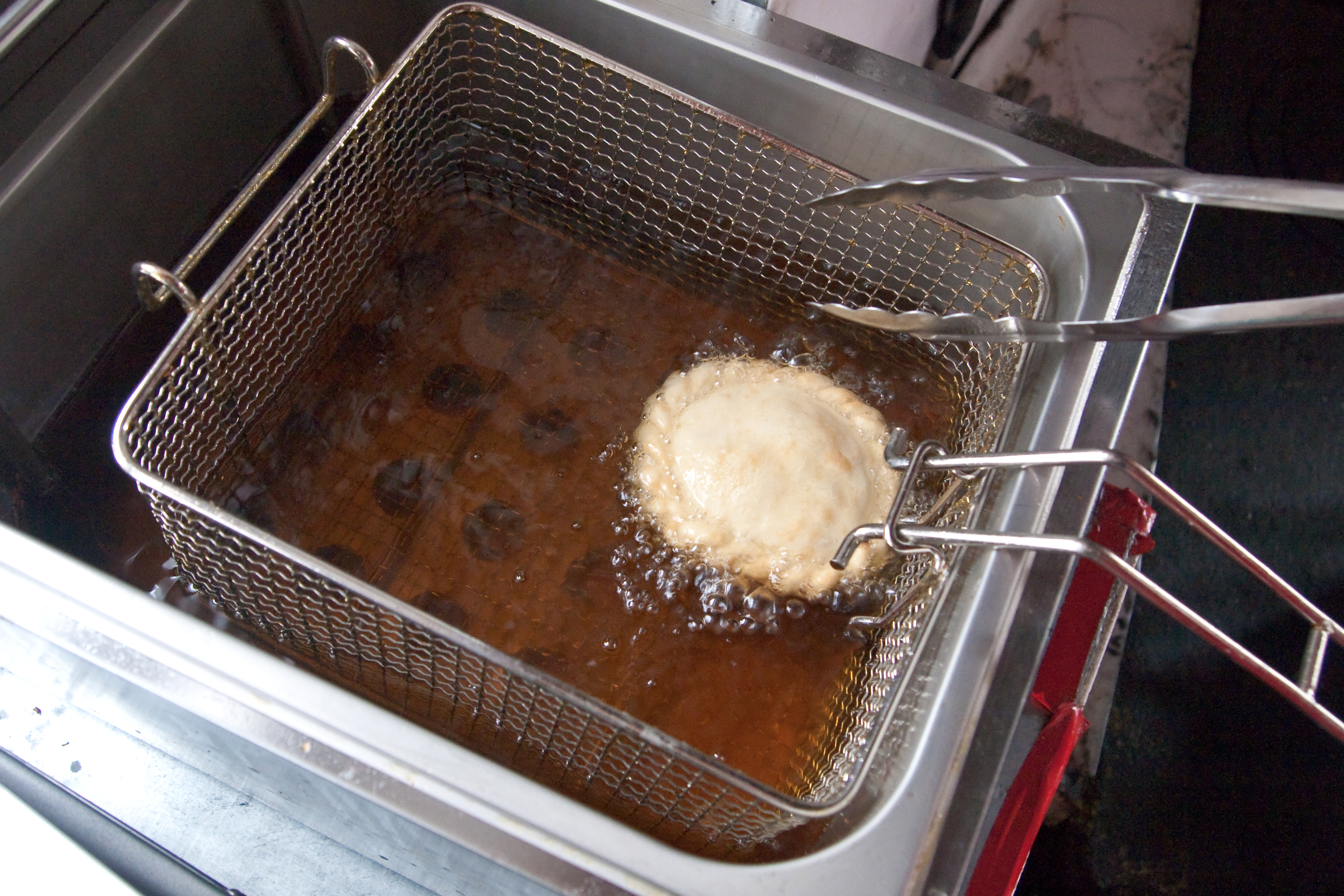
Domácí fritéza při procesu fritování.

Fritézy jsou k dispozici s různými fritovacími nádobami. Některé komerční fritézy mají "studené zóny" na dně fritovací nádoby. To je místo, kde se usazují větší částice potravin a nižší teplota zabraňuje jejich přepalování a tím změně chuti oleje. Fritovací nádoby s trubkovitými otopnými tělesy má velké chladné zóny, protože trubky jsou mírně nad dnem kádě, takže poskytují velkorysý prostor pro chladnéjší oblasti oleje s drobky. To je zvláště užitečné pro vaření potravin silně obalovaných ve strouhance (jako je cibule). Fritovací nádoby s trubkovitými tělesy je obtížnější vyčistit než otevřené fritovací nádoby. Nicméně trubkovité otopné těleso umožňují snadný přístup zdroje tepla. Fritézy s trubkovitými tělesy jsou často o něco levnější než jejich protějšky s otevřenými fritovacími nádobami.
Fritézy s otevřenými fritovacími nádobami mají vnější zdroj tepla, což usnadňuje jejich čištění a poskytuje lepší přístup k oleji, ale většinou nabízejí menší studenou zónu, takže částice potravin, které klesnou ke dnu se mohou přepálit a poškodit chuť oleje. Nicméně, tyto fritézy pracují velmi dobře pro lehce obalované potraviny. Fritézy s plochým dnem jsou jiný typ fritézy s otevřeným fritovacím hrncem, jenž může být také obtížné vyčistit. Nemají chladné zóny, ale jsou velmi účinné pro smažení těsta (jako jsou například koblihy). Fritézy s nádobami s plochým dnem mohou být také použity pro vaření kapaného těsta s vložkou, která udržuje volné těsto mimo teplem sálající dno, kde je zdroj tepla obvykle použit.
Některé domácí fritézy využívají šikmý rotační koš, který otáčivým pohybem umožňuje aby potravina procházela horkým olejem. Toto řešení vyžaduje přibližně poloviční množství oleje, který by vyžadoval tradičnější typ fritézy. Domácí fritézy jsou obvykle menší velikosti a kapacity. Kapacita domácích fritéz se obecně pohybuje mezi 2 až 4 litry.

## Ovládání teploty
Mnohé z nových modelů fritéz mají zabudovaný systém elektronické regulace teploty. Tato počítačová kontrola šetří energii tím, že neustále snímá a reguluje teplotu oleje. Kvalitní termostat může stabilizovat požadovanou teplotu v rozsahu 7,2 °C a tak zajistit přesný čas vaření. Bezpečnostní termostaty automaticky vypnou napájení, pokud hladina oleje dosáhne nebezpečné teploty a zabrání tak požáru oleje.

## Filtrace oleje
Filtrační systém, chemické ošetření a čisticí substrát pomáhají odstranit drobné částečky potravin, které nejsou vždy viditelné. Použití těchto systémů zdvojnásobuje životnost oleje. Systémy filtrace oleje mohou být někdy zakoupeny jako uzavřená součást fritézy, aby se zabránilo zapojení zaměstnanců do poněkud nebezpečného procesu filtrování oleje s vnějším systémem. Mnoho restaurací používá přenosný filtrační systém oleje pro přepravu odpadního oleje k likvidaci. Nicméně, dokonce i starý olej není zcela zbytečný. Existují způsoby, jak lze (pomocí chemikálií a zařízení) "recyklovat" starý olej na bionaftu, která může pohánět naftová vozidla.

## Požární rizika
Samozřejmě poruchy nebo chyby v obsluze fritézy představují vážné riziko požáru, a to zejména fritéz s plynovým zdrojem energie. Použití vody na požár oleje způsobí explozi, což zhorší situaci.. Požár lze zastavit zamezením přístupu vzduchu k plameni.
Existují speciální hasicí přístroje pro hašení požáru potravinářský olejů, často používající alkalické chemikálie, jako je citrát draselný a octan draselný, které reagují s oleji.
Domácí fritézy často obsahují bezpečnostní prvek pro případ přehřátí, například není-li dostatečné množství oleje při používání fritézy nebo je fritéza zapnuta naprázdno. Tlačítko "reset" je součástí většiny těchto fritéz, aby uživatel restartoval bezpečnostní zařízení, jakmile se přístroj ochladí. Pokud tlačítko reset není součástí výrobku, může být nezbytné fritézu opravit v případě, že se bezpečnostní zařízení aktivuje.